# 34102 Shawnzhang
34102 Shawnzhang este o planetă minoră (asteroid) din centura de asteroizi. A fost descoperită pe 1 august 2000 la Experimental Test Site⁠(d) de Lincoln Near-Earth Asteroid Research. 
Obiectul prezintă o orbită caracterizată de o semiaxă mare de 3,0128345 UAi, o excentricitate de 0,05, o înclinație de 2,69027 ° în raport cu ecliptica.